# Руђи (Горж)
Руђи (рум. Rugi) насеље је у Румунији у округу Горж у општини Турчинешти. Oпштина се налази на надморској висини од 396 m.

## Становништво
Према подацима из 2002. године у насељу је живело 524 становника, од којих су сви румунске националности.